# Реки Италии

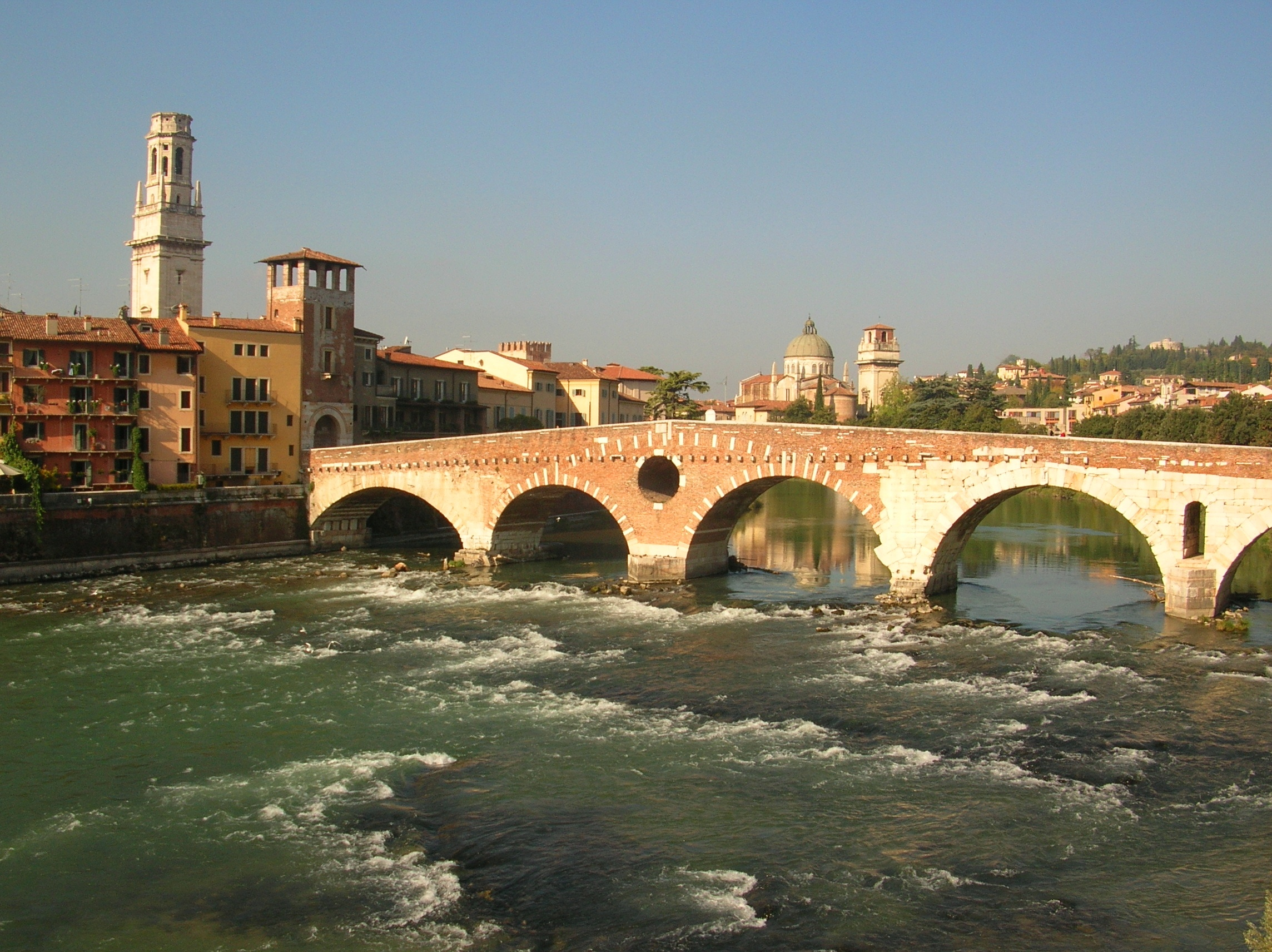
Адидже

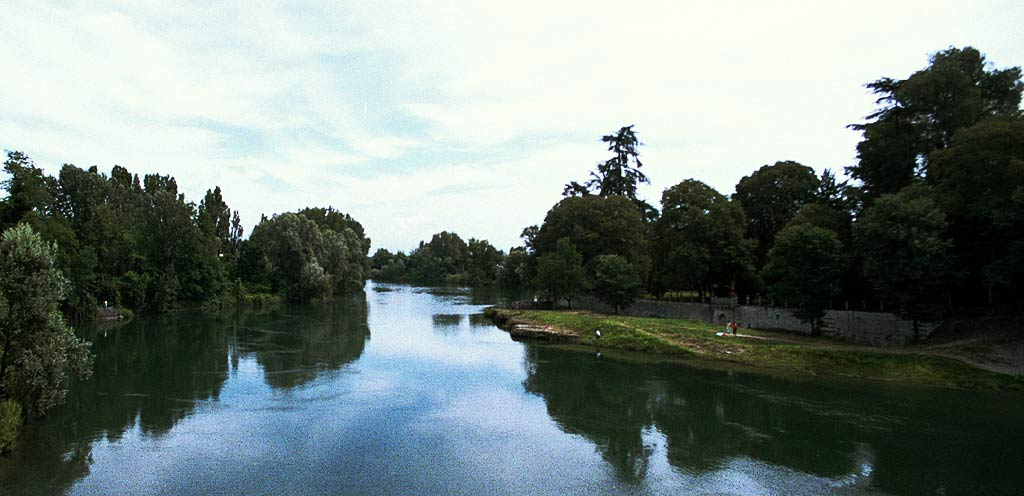
Адда

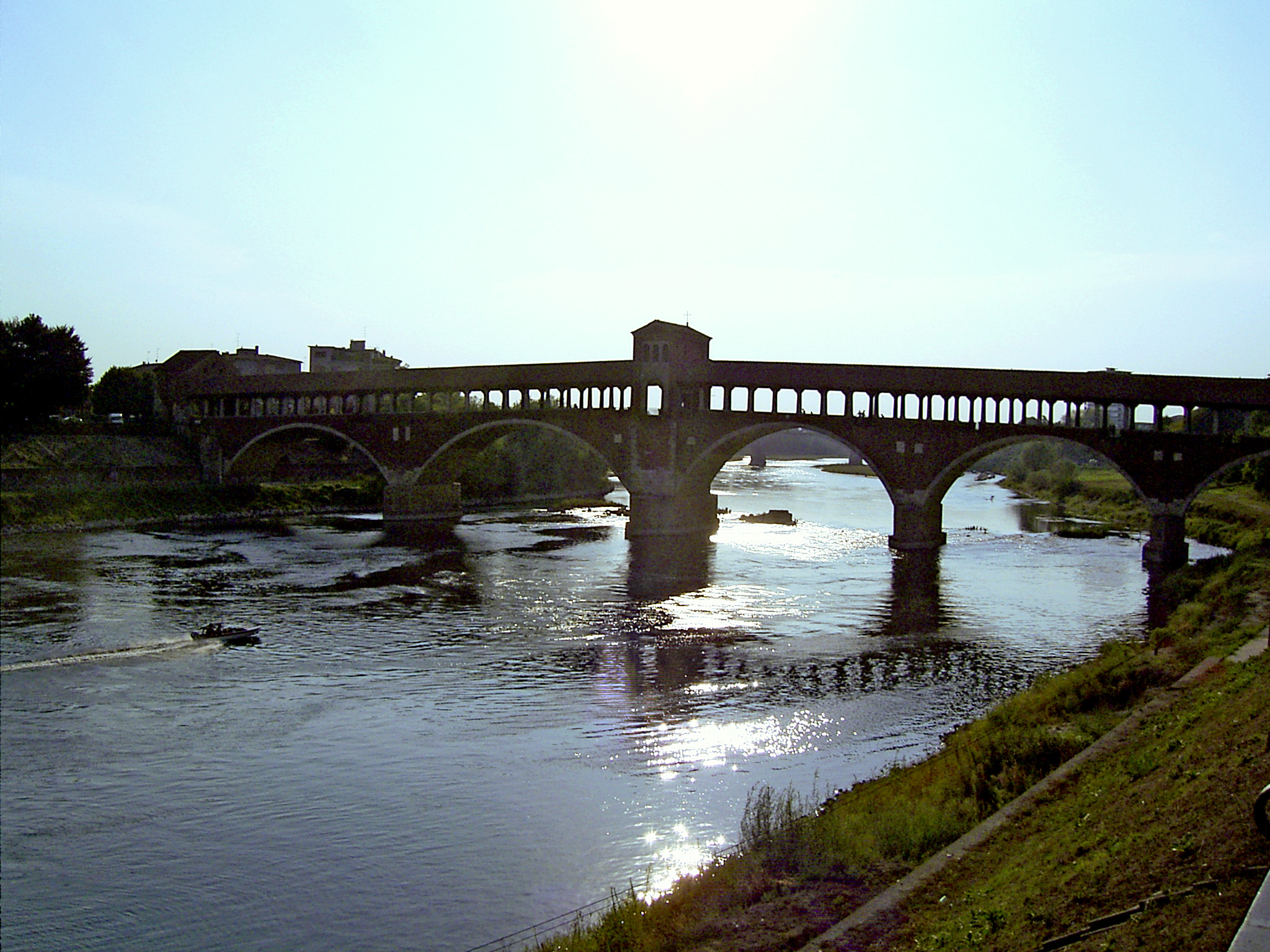
Тичино

Реки Италии образуют густую полноводную сеть, наиболее выраженную на севере, где протекает самая большая река Италии — По, которая вместе с притоками и каналами образуют крупную транспортную систему. В восточной части Паданской равнины протекают реки Адидже, Брента, Пьяве, Рено и другие. 
В нижнем течении реки, вследствие отложения наносов русла рек, нередко располагаются выше уровня равнины и для предотвращения наводнений они ограждены дамбами, прорыв которых приводит к крупным наводнениям (последние случались в 2000, 2006 годах). 
Реки севера Италии помимо дождевого питания также питаются за счет снега и ледников, для них характерны весенне-летние и осенние паводки, реки используются для орошения. 
Альпийские реки являются источником гидроэнергии. 
Реки Апеннинского полуострова и островов менее многоводны, имеют преимущественно дождевое питание, половодье осеннее или зимнее, летом часто пересыхают. Наиболее крупными являются Арно и Тибр.

## Список наиболее крупных рек по протяженности[2]
Список наиболее протяженных рек Италии.
| №  | Река         | Итальянское название | Общая длина, км |
| -- | ------------ | -------------------- | --------------- |
| 1  | По           | Po                   | 676             |
| 2  | Адидже       | Adige                | 410             |
| 3  | Тибр         | Tevere               | 404             |
| 4  | Адда         | Adda                 | 313             |
| 5  | Тичино       | Ticino               | 248             |
| 6  | Танаро       | Tanaro               | 242             |
| 7  | Арно         | Arno                 | 241             |
| 8  | Пьяве        | Piave                | 220             |
| 9  | Рено         | Reno                 | 211             |
| 10 | Ольо         | Oglio                | 191             |
| 11 | Вольтурно    | Volturno             | 177             |
| 12 | Тальяменто   | Tagliamento          | 172             |
| 13 | Панаро       | Panaro               | 165             |
| 14 | Дора-Бальтеа | Dora Baltea          | 162             |
| 15 | Брента       | Brenta               | 160             |